# Chapelle Saint-Étienne de Doucé
Pour les articles homonymes, voir Chapelle Saint-Étienne.
La chapelle Saint-Étienne est une chapelle située à Daumeray, en France.

## Localisation
La chapelle est située dans le département français de Maine-et-Loire, sur la commune de Daumeray, au hameau de Doucé.

## Historique
L'édifice est inscrit au titre des monuments historiques en 1972.
La chapelle a accueilli des œuvres d'art dans le cadre des événements Arts et Chapelles.